# McDonald's Burnie International 2012
Il McDonald's Burnie International 2012 è stato un torneo professionistico di tennis giocato sul cemento. È stata la 9ª edizione del torneo, che fa parte dell'ATP Challenger Tour nell'ambito dell'ATP Challenger Tour 2012 e dell'ITF Women's Circuit nell'ambito dell'ITF Women's Circuit 2012. Si è giocato a Burnie in Australia dal 30 gennaio al 5 febbraio 2012.

## Partecipanti ATP

### Teste di serie
| Nazionalità   | Giocatore         | Ranking* | Testa di serie |
| ------------- | ----------------- | -------- | -------------- |
| Uzbekistan    | Denis Istomin     | 60       | 1              |
| Taipei cinese | Lu Yen-hsun       | 79       | 2              |
| Giappone      | Tatsuma Itō       | 117      | 3              |
| Taipei cinese | Yang Tsung-hua    | 178      | 4              |
| Australia     | Greg Jones        | 198      | 5              |
| Thailandia    | Danai Udomchoke   | 201      | 6              |
| Australia     | Marinko Matosevic | 203      | 7              |
| Giappone      | Yūichi Sugita     | 209      | 8              |

- Ranking al 16 gennaio 2011.

### Altri partecipanti
Giocatori che hanno ricevuto una wild card:
- Maverick Banes
- Samuel Groth
- John Millman
- John-Patrick Smith

Giocatori passati dalle qualificazioni:
- Colin Ebelthite
- Adam Feeney
- Isaac Frost
- Joshua Milton
- Jose Statham (lucky loser)

## Partecipanti WTA

### Teste di serie
| Nazionalità | Giocatrice       | Ranking* | Testa di serie |
| ----------- | ---------------- | -------- | -------------- |
| Australia   | Sally Peers      | 151      | 1              |
| Russia      | Arina Rodionova  | 185      | 2              |
| Turchia     | Çağla Büyükakçay | 190      | 3              |
| Australia   | Jessica Moore    | 249      | 4              |
| Australia   | Olivia Rogowska  | 259      | 5              |
| Francia     | Caroline Garcia  | 275      | 6              |
| Giappone    | Chiaki Okadaue   | 288      | 7              |
| Australia   | Tammi Patterson  | 300      | 8              |

- Ranking al 16 gennaio 2011.

### Altre partecipanti
Giocatrici che hanno ricevuto una wild card:
- Daniella Dominikovic
- Azra Hadzic
- Alyssa Hibberd
- Stefani Stojic

## Campioni

### Singolare maschile
Danai Udomchoke ha battuto in finale  Samuel Groth con il punteggio di 7–6(5), 6–3

### Doppio maschile
John Peers /  John-Patrick Smith hanno battuto in finale  Divij Sharan /  Vishnu Vardhan con il punteggio di 6–2, 6–4

### Singolare femminile
Olivia Rogowska ha battuto in finale  Irina Chromačëva con il punteggio di 6–3, 6–3

### Doppio femminile
Arina Rodionova /  Melanie South hanno battuto in finale  Stephanie Bengson /  Tyra Calderwood con il punteggio di 6–2, 6–2